# Discoursanalyse
Discoursanalyse (DA) of vertooganalyse is een manier om vertogen (discoursen) te onderzoeken. Mondelinge, schriftelijke en andere taaluitingen worden onderzocht op hun politieke lading. Er zijn verschillende interpretaties van wat als een discours wordt gezien. In de sociale wetenschappen wordt naast de vorm ook de inhoud van teksten onderzocht.
Discoursanalyse gaat terug op het werk van Michel Foucault die hiermee kritiek gaf op de intellectuele benadering van dat moment. Foucault maakte met zijn theoretische manier van denken de fundamenten voor een nieuwe manier van denken; een epistemologisch model. Hij bedacht geen methode, het epistemologisch model zou pas later als methode in de literatuurwetenschappen, de sociologie en in toenemende mate ook in de geschiedeniswetenschappen worden gebruikt.
De term discourse analysis werd in 1952 bedacht door de Amerikaanse wetenschapper Zellig Harris, die dit toen nog op zinsniveau toepaste.
In de jaren 1960-70 begon discoursanalyse zich te ontwikkelen tot een nieuwe kruisingsvorm tussen taalkunde, literatuurwetenschap, antropologie, semiotiek, theologie, sociologie, psychologie en communicatiewetenschap. Doordat de methode zoveel verschillende wetenschapsgebieden omvat, is ook een groot aantal invalshoeken en benaderingen ontstaan. Deze komen lang niet altijd met elkaar overeen.